# Gomphotherium
A Gomphotherium (magyarul: „hegesztett szőrny”) az emlősök (Mammalia) osztályának ormányosok (Proboscidea) rendjébe, ezen belül a Gomphotheriidae családjába tartozó fosszilis nem.

## Előfordulása
A Gomphotherium a kora miocénben jelent meg, mintegy 23,03 millió évvel ezelőtt és 2 millió éve halt ki a pleisztocén kor elején. Ez az emlősnem, létezése során benépesítette Eurázsiát, Afrikát és Észak-Amerikát.

## Megjelenése
A Gomphotherium productum 2,51 méter marmagmagasságú és 4,6 tonna tömegű ormányos lehetett, míg a nála nagyobb Gomphotherium steinheimense 3,17 méter marmagmagasságú és 6,7 tonna tömegű volt. Az állatnak négy párhuzamos agyara volt. Kettő a felső állcsontból indult, két rövidebb az alsó állkapocsból nőtt ki.

## Lelőhelyek
1971 szeptemberében Bajorországban az Inn folyó alámosott partjának talajában találtak rá a Gomphotherium egyik legteljesebb maradványára. A több mint 170 darabból álló csontváz tudományos feldolgozása a Müncheni Palaeontológiai Múzeumban történt meg. A rekonstruált csontváz azóta is a múzeum egyik fő látványossága. A leletről további másolatok láthatók az eredeti lelőhely közelében, Mühldorf am Inn körzeti múzeumában, valamint Frankfurtban, Bázelban és Japánban, Szendai városában.
Egy csaknem teljes csontvázat találtak még a franciaországi Sansanban, amelyet a párizsi Musée d'Histoire naturelle-ben őriznek. Egy másik példány a lisszaboni Instituto Geologico e Mineiroban látható.

## Rendszerezés
A nembe az alábbi 2 alnem és 22 faj tartozik:
- Genomastodon
  - Gomphotherium osborni (Barbour, 1916)
  - Gomphotherium willistoni (Barbour, 1914)
- Gomphotherium
  - Gomphotherium angustidens (Cuvier, 1817) - típusfaj
  - Gomphotherium annectens (Matsumoto, 1925)
  - Gomphotherium browni (Osborn, 1926)
  - Gomphotherium cooperi (Osborn, 1932)
  - Gomphotherium hannibali Welcomme, 1994
  - Gomphotherium inopinatum (Borissiak & Belyaeva, 1928)
  - Gomphotherium libycum (Fourtau, 1918)
  - Gomphotherium mongoliense (Osborn, 1924)
  - Gomphotherium obscurum (Leidy, 1869)
  - Gomphotherium pojoaquensis (Frick, 1933)
  - Gomphotherium productum (Cope, 1874)
  - Gomphotherium pygmaeus (Deperet, 1897)
  - Gomphotherium riograndensis (Frick, 1933)
  - Gomphotherium steinheimensis (Klahn, 1922)
  - Gomphotherium subtapiroideum (Schlesinger, 1917)
  - Gomphotherium sylvaticum Tassy, 1985
  - Gomphotherium tassyi Wang, Li, Duangkrayom, Yang, He & Chen, 2017[4]
- Incertae sedis
  - Gomphotherium calvertensis Gazin & Collins, 1950

## Képek

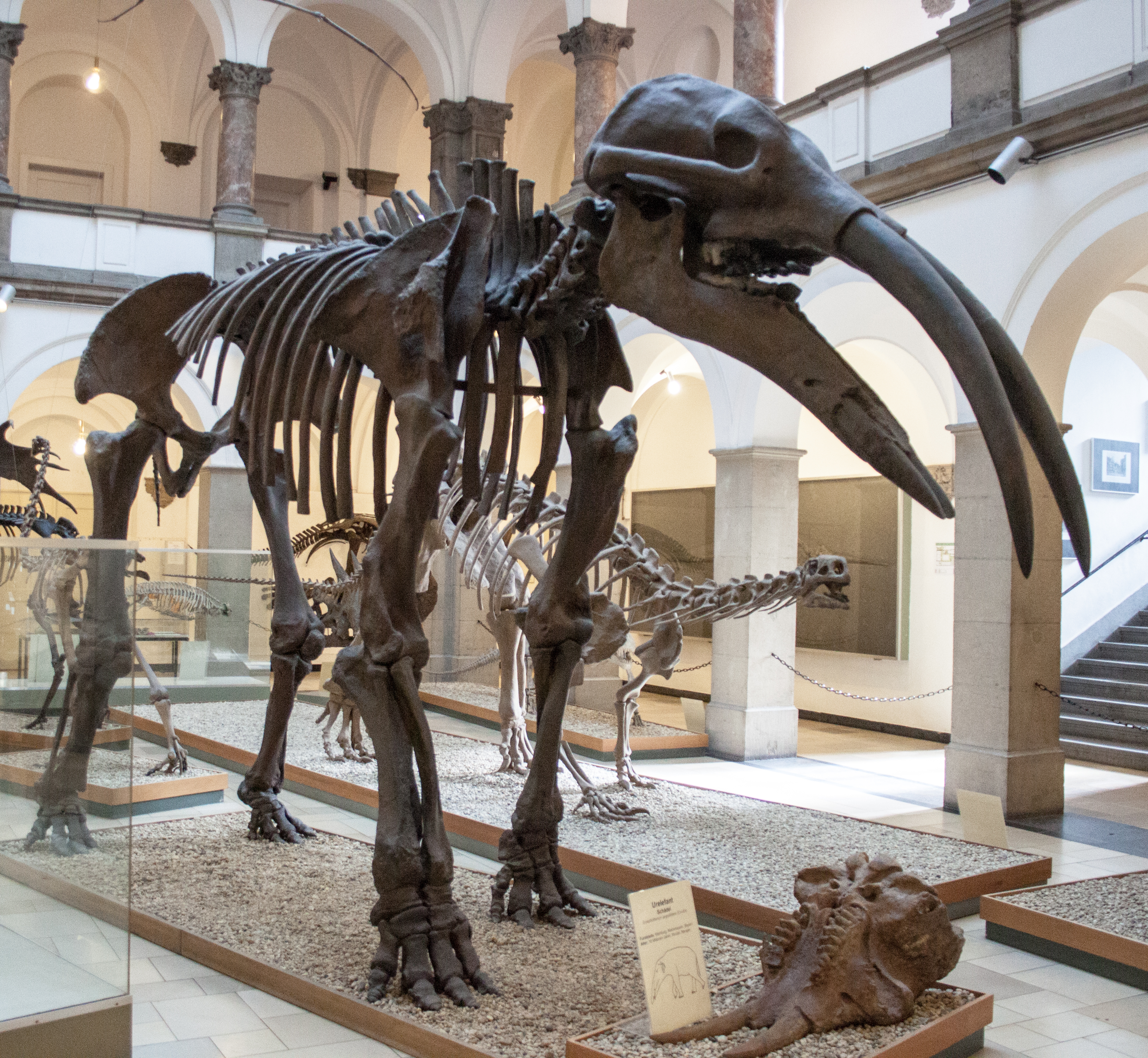
Gomphotherium a Müncheni Palaeontológiai Múzeumban
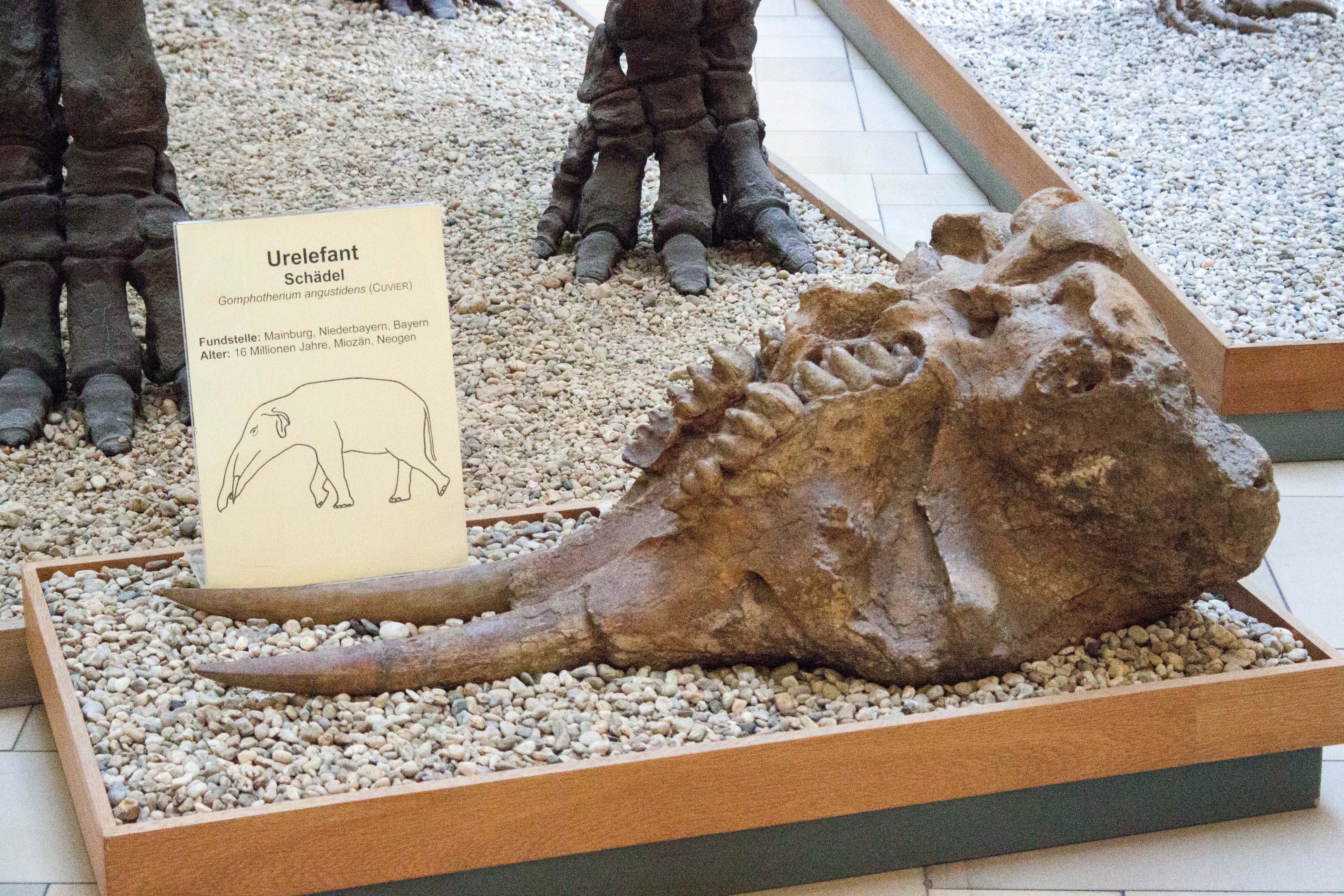
Gomphotherium angustidens alsó állkapcsa

### Fordítás
- Ez a szócikk részben vagy egészben  a   Gomphotherium című angol Wikipédia-szócikk ezen változatának fordításán alapul.  Az eredeti cikk szerkesztőit annak laptörténete sorolja fel. Ez a jelzés csupán a megfogalmazás eredetét és a szerzői jogokat jelzi, nem szolgál a cikkben szereplő információk forrásmegjelöléseként.